# José Fabián Ramírez
José Fabián Ramírez (Esquina, Corrientes, Argentina, 3 de febrero de 1977) es un exfutbolista argentino. Jugó de arquero y se destacó particularmente en su club formador San Lorenzo de Almagro, al obtener varios títulos en el mismo sin haber jugado, ya que atajaban Campagnuolo y Saja. Además intervino en 2 partidos y fue convocado por Reinaldo Carlos Merlo en la selección sub-17 para el Sudamericano desarrollado en Colombia y Mundial de dicha categoría desarrollado en Japón año 1993.
Actualmente trabaja en divisiones inferiores de San Lorenzo de Almagro.

## Clubes
| Club                   | País      | Año       |
| ---------------------- | --------- | --------- |
| San Lorenzo            | Argentina | 1995-1999 |
| Almagro                | Argentina | 2000      |
| San Lorenzo            | Argentina | 2001-2005 |
| Quilmes                | Argentina | 2005-2006 |
| Ionikos FC             | Grecia    | 2006      |
| Olimpo                 | Argentina | 2007-2008 |
| Olimpia                | Paraguay  | 2008      |
| Almagro                | Argentina | 2009      |
| Godoy Cruz             | Argentina | 2009-2010 |
| Defensa y Justicia     | Argentina | 2010-2011 |
| Maronese (N)           | Argentina | 2011-2012 |
| Gimnasia y Esgrima (M) | Argentina | 2012-2013 |

## Palmarés

### Títulos nacionales
| Título                     | Club        | País      | Año  |
| -------------------------- | ----------- | --------- | ---- |
| Primera División Argentina | San Lorenzo | Argentina | 2001 |

### Títulos internacionales
| Título            | Club        | País      | Año  |
| ----------------- | ----------- | --------- | ---- |
| Copa Mercosur     | San Lorenzo | Argentina | 2001 |
| Copa Sudamericana | San Lorenzo | Argentina | 2002 |